# Ворнер (Вісконсин)
Ворнер (англ. Warner) — місто (англ. town) в США, в окрузі Кларк штату Вісконсин. Населення — 635 осіб (2020).

## Демографія
Згідно з переписом 2010 року, у місті мешкало 669 осіб у 214 домогосподарствах у складі 179 родин. Було 256 помешкань
Расовий склад населення:
| - 100,0 % — білих |

До двох чи більше рас належало 0,0 %. Частка іспаномовних становила 0,6 % від усіх жителів.
За віковим діапазоном населення розподілялося таким чином: 32,0 % — особи молодші 18 років, 56,6 % — особи у віці 18—64 років, 11,4 % — особи у віці 65 років та старші. Медіана віку мешканця становила 33,1 року. На 100 осіб жіночої статі у місті припадало 97,9 чоловіків;  на 100 жінок у віці від 18 років та старших — 106,8 чоловіків також старших 18 років.
Середній дохід на одне домашнє господарство  становив 67 172 долари США (медіана — 55 074), а середній дохід на одну сім'ю — 73 395 доларів (медіана — 57 321). Медіана доходів становила 34 000 доларів для чоловіків та 33 750 доларів для жінок. За межею бідності перебувало 12,2 % осіб, у тому числі 19,4 % дітей у віці до 18 років та 1,8 % осіб у віці 65 років та старших.
Цивільне працевлаштоване населення становило 268 осіб. Основні галузі зайнятості: сільське господарство, лісництво, риболовля — 28,0 %, виробництво — 20,5 %, освіта, охорона здоров'я та соціальна допомога — 15,7 %, роздрібна торгівля — 11,6 %.